# Ridgecrest (California)
Ridgecrest es una ciudad situada en el condado de Kern, California, Estados Unidos. Tiene una población estimada, a mediados de 2024, de 27 959 habitantes.

## Geografía
Según la Oficina del Censo, la ciudad tiene una superficie total de 55.70 km², de los cuales 54.03 km² corresponden a tierra firme y 1.67 km² están cubiertos de agua.

## Demografía
De acuerdo con la estimación 2019-2023 de la Oficina del Censo, los ingresos medios de los hogares de la localidad son de $88,107 y los ingresos medios de las familias son de $52,725. Alrededor del 11.7% de la población está por debajo de la línea de pobreza.